# Кленовая (Житомирская область)
Кленова́я (укр. Кленова́) — село на Украине, находится в Новоград-Волынском районе Житомирской области.
Население по переписи 2001 года составляет 597 человек. Почтовый индекс — 11712. Телефонный код — 4141. Занимает площадь 15,67 км².

## Адрес местного совета
11712, Житомирская область, Новоград-Волынский р-н, с. Кленовая